# José Maslucán Culqui
José Alfonso Maslucán Culqui (Jumbilla, 2 de septiembre de 1974) es un administrador de empresas y político peruano. Fue congresista de la república por la región Amazonas durante el periodo 2006-2011.

## Biografía
José Maluscán nació el 2 de septiembre de 1974 en el distrito de Jumbilla, ciudad ubicada en la provincia de Bongará del departamento de Amazonas en Perú.
Cursó sus estudios primarios y secundarios en su localidad natal. Entre 1994 y 1997 cursó la carrera Administración de empresas en la Universidad Nacional José Faustino Sánchez Carrión de la ciudad de Huacho.

## Vida política
Fue miembro del Partido Nacionalista Peruano entre 2006 y 2013.

### Congresista
En las elecciones parlamentarias del 2006, postuló al Congreso de la República en alianza con Unión por el Perú y resultó elegido como congresista por el departamento de Amazonas para el periodo parlamentario 2006-2011.
Durante su gestión participó en la presentación de un total de 367 proyectos de ley de los que 70 lograron se aprobadas como leyes de la república.
Intentó sin éxito su reelección como congresista en las elecciones parlamentarias del 2011 por la alianza Gana Perú y en las elecciones del 2016 por Alianza para el Progreso. También postuló al Gobierno Regional de Amazonas en las elecciones del 2014. En el año 2013 fundó el movimiento regional "Obras por Amazonas" del cual es presidente.

## Controversias
En el año 2010, la Fiscalía Provincial Penal de Tacna decidió abrir investigación en contra de Maslucán Culqui por la supuesta comisión del delito de lavado de activos provenientes del narcotráfico, contra la fe pública y falsedad ideológica en agravio del Estado.